# Смола напівкоксування
Смола напівкоксування (первинна смола, дьоготь) – темно-бура в’язка рідина, є основним продуктом термічного розкладання вугілля без доступу повітря при температурах, що не перевищують 550°С. У хімічному відношенні вона являє собою складну суміш органічних високомолекулярних сполук.
Смола напівкоксування знайшла застосування як зв’язуюче при брикетуванні коксової шихти. Отримані брикети змішуються з основною масою коксової шихти (близько 70-75 %) і направляються на коксування. Для виготовлення вугільних і рудних брикетів, що йдуть на спалювання та плавку, смола напівкоксування малоефективна. У цьому випадку її рекомендується піддати термічній переробці, використавши як зв’язуюче важку фракцію.
Первинна смола являє собою складну суміш різних органічних речовин, що
конденсуються з газу напівкоксування (прямого газу) при
температурі 30-50°С. Як правило, вона залишається рідкою
при кімнатній температурі, маючи різну в’язкість, однак деякі
торфи й буре вугілля дають іноді густі первинні смоли через
наявність у них значної кількості твердих парафінів. Густина
смоли близька до одиниці (0,845-1,078), колір змінюється від
жовто-бурого до темно-бурого.